# Spaceward Ho!
Spaceward Ho! est un jeu vidéo 4X de stratégie au tour par tour développé et édité par Delta Tao Software, sorti en 1991 sur Amiga et PC.

## Accueil
| Spaceward Ho!   |      |       |
| Média           | Pays | Notes |
| Dragon Magazine | US   | 4/5   |
| Gen4            | FR   | 82 %  |
| Joystick        | FR   | 93 %  |
| PC Zone         | UK   | 25 %  |